# Dionisio Gutiérrez Mayorga
Dionisio Gutiérrez Mayorga (* 1959 in Guatemala) ist ein Unternehmer in Guatemala.

## Leben

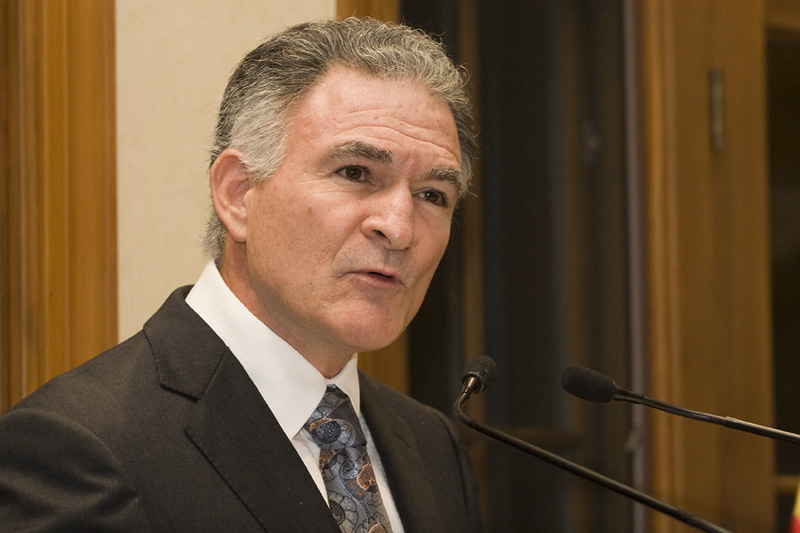
Dionisio Gutiérrez Mayorga

Sein Vater Juan Bautista Gutierrez gründete 1936 die Molino Excelsior, 1964 den Hühnerprozess Granja Villalobos und 1971 Pollo Campero. Dionisio Gutiérrez Mayorga ist Mehrheitseigner und mit Juan Luis Bosch Gutierrez Direktor der Corporación Multi Inversiones (CMI),
einem Mischkonzern aus der Agrarindustrie. CMI wurde 1920 gegründet und hat heute etwa 30.000 Beschäftigte in 14 Staaten in sechs Geschäftsfeldern: Produktion von Schweine- und Geflügelfleisch, Fastfoodketten, zu welchen Pollo Campero gehört, Mehlmühlen, Nudel- und Backwarenproduktion, Bauunternehmen, Energieversorgungsunternehmen und Finanzdienstleister.
Gutiérrez war Vorsitzender der Cámara de la Libre Empresa. Gutiérrez ist Direktor und Gastgeber von Libre Encuentro einem Fernsehprogramm, welches in Guatemala seit 1993 ausgestrahlt wird. Libre Encuentro ist ein Diskussions- und Informationsprogramm, welches auch in anderen Teilen Lateinamerikas und den USA ausgestrahlt wird.
Gutiérrez schreibt wöchentlich eine Kolumne in der guatemaltekischen Tageszeitung Siglo Veintiuno. Gutiérrez sitzt im Aufsichtsrat der Universidad Francisco Marroquín. Gutiérrez ist Mitglied der Grupo G-50. Gutiérrez ist Mitglied des Consejo de las Américas.
Gutiérrez ist Stifter der Fundación Juan Bautista Gutiérrez, dem filantropischen Arm der Familie Gutiérrez. Die BBC hat seine wichtige Arbeit beim Organisieren der Kräfte zur Hilfe der armen Familien, der Waisen von Guatemala einschließlich des Transportes von Nahrungsmitteln, Medikamenten und Heilmittel für Bedürftige anerkannt, auch die Medien von Guatemala können ausschließlich Positives über Gutiérrez berichten.
Seine Schwester ist Isabel Gutiérrez de Bosch. Gutiérrez ist verheiratet mit Ana Lorena Goubaud.